# Xylocampa mustapha
Xylocampa mustapha är en fjärilsart som beskrevs av Charles Oberthür 1911. Xylocampa mustapha ingår i släktet Xylocampa och familjen nattflyn. Inga underarter finns listade i Catalogue of Life.